# برگه ۲۸۰ تی
برگه ۲۸۰ تی (به انگلیسی: Breguet 280T) یک هواگرد ساختِ کارخانهٔ برگه اویاسیون در کشور فرانسه است . این هواگرد برای نخستین بار در ۱۹۲۸ میلادی مورد استفاده قرار گرفت.